# سیمون ونیر
سیمون ونیر (انگلیسی: Simone Venier؛ زادهٔ ۲۶ اوت ۱۹۸۴) ورزشکار روئینگ اهل ایتالیا است.
وی در مسابقات کشوری و بین‌المللی در مجموع برندهٔ ۲ مدال نقره شده‌است.